# Флаг Октябрьского района (Костромская область)
Флаг Октя́брьского района — официальный символ Октябрьского муниципального района Костромской области Российской Федерации. Учреждён 5 мая 2006 года.

## Описание
Представляет собой прямоугольное голубое полотнище с отношением ширины к длине 2:3, несущее посередине фигуры герба: голову лося и над ней солнце — все фигуры жёлтые.

## Обоснование символики
Разработан с учётом герба, в основу композиции которого взято особенное географическое расположение района — это самый дальний северо-восточный приграничный район области. Во все фигуры флага заложена многозначная символика.
Пламенеющее солнце символизирует возрождение; являясь источником жизни и созидательной силы, означает, что жители Октябрьского муниципального района первыми в Костромской области встречают восход солнца, а значит — и наступление нового дня.
Главная фигура флага — голова лося, — животного, символизирующего свободу, независимость и достоинство, аллегорически передаёт богатство растительного и животного мира района.
Основным видом деятельности Октябрьского муниципального района является производство сельскохозяйственной продукции — об этом аллегорически говорит жёлтый цвет (золото). Он символизирует величие, уважение, великолепие, богатство и плодородие.
Синий цвет (лазурь) — символизирует честь, славу, преданность, истину, красоту, добродетель, чистое небо. Дополняет символику природы района и аллегорически показывает географическое расположение района на реке Ирдом